# ویلیام فاکنر
ویلیام کاتبرت فاکنر (به انگلیسی: William Cuthbert Faulkner) ‏(۲۵ سپتامبر ۱۸۹۷ – ۶ ژوئیهٔ ۱۹۶۲) نویسندهٔ آمریکایی و برندهٔ جایزهٔ نوبل ادبیات بود. فاکنر در سبک‌های گوناگونی شامل رمان، داستان کوتاه، نمایش‌نامه، شعر و مقاله صاحب اثر است. شهرت وی عمدتاً به خاطر رمان‌ها و داستان‌های کوتاهش است که بسیاری از آن‌ها در شهر خیالی یوکناپاتافا اتفاق می‌افتد که فاکنر آن را بر اساس ناحیهٔ لافایت، که بیشتر زندگی خود را در آنجا سپری کرده بود و ناحیهٔ هالی اسپرینگر خلق کرده‌است. 
فاکنر یکی از مهم‌ترین نویسندگان ادبیات آمریکا و مشخصاً ادبیات جنوب آمریکا می‌باشد. با این‌که اولین آثار فاکنر از سال ۱۹۱۹، و بیشترشان در دهه‌های ۱۹۲۰ و ۱۹۳۰ منتشر شده بود، وی تا هنگام دریافت جایزهٔ نوبل در سال ۱۹۴۹ نسبتاً ناشناخته مانده بود. حکایت و رمان آخر او چپاول‌گران برندهٔ جایزهٔ پولیترز داستان شدند. در سال ۱۹۹۸، مؤسسه کتابخانه نوین، رمان خشم و هیاهوی او را ششمین کتاب در فهرست صد رمان برتر انگلیسی قرن بیستم قرار داد که رمان گوربه‌گور و روشنایی در ماه اوت هم در این فهرست قرار دارند. رمان آبشالوم، آبشالوم! او هم اغلب در فهرست‌های مشابه گنجانده می‌شود. او بزرگ‌ترین نویسندهٔ آمریکایی بین دو جنگ جهانی شناخته می‌شود.

## زندگی‌نامه
فاکنر در سال ۱۸۹۷ میلادی در نیو آلبانی، میسیسیپی به‌دنیا آمد. در سال ۱۹۰۲ خانواده‌اش به آکسفورد، مرکز دانشگاهی میسیسیپی، نقل مکان کردند.
به‌دلیل وزن کم و قد کوتاه در ارتش ایالات متحده پذیرفته نشد ولی به‌عنوان دانشجوی دانشگاه افسری در یگان پرواز سلطنتی در تورنتوی کانادا نام‌نویسی کرد و در ۲ دسامبر ۱۹۱۸ به‌عنوان افتخاری ستوان دومی نایل شد.
فاکنر وارد دانشگاه میسیسیپی شد و در سال ۱۹۲۴ از دانشگاه انصراف داد و در ۱۹۲۵ همراه با دوستش با یک کشتی باربری به ایتالیا رفت و از آن‌جا پای پیاده رهسپار آلمان و فرانسه شد.
وی در ژوئن ۱۹۲۹ با استل اولدم ازدواج کرد؛ سفرهایی به هالیوود و نیویورک داشت و درین فاصله چندین فیلم‌نامه و نمایش‌نامه نوشت.
مطالعات در مورد فاکنر در ۱۹۴۶ به‌صورت جدی توسط ملکم کاوی آغاز شد. در ۱۹۴۹ جایزهٔ نوبل ادبیات به او داده شد و خطابهٔ مشهور خود را در آنجا خواند. بعداً نیز جایزهٔ پولیترز را برای کتاب شهر در سال ۱۹۵۷ دریافت نمود.
او در ۶ ژوئیهٔ ۱۹۶۲، سه هفته بعد از آنکه از روی اسب به زمین افتاد، بر اثر سکته قلبی در بیهالیا، میسیسیپی در گذشت.

## سبک نوشتن
فاکنر از اوایل دهه بیست میلادی تا شروع جنگ جهانی دوم، که به کالیفرنیا نقل مکان کرد، ۱۳ رمان و تعداد زیادی داستان کوتاه منتشر کرد. مجموعهٔ این آثار پایهٔ شهرت او شد و در نهایت منجر به دریافت جایزه نوبل در سن ۵۲ سالگی شد. این مجموعهٔ مفصل، که محرک اصلی‌اش نیاز یک نویسندهٔ ناشناخته به پول بود، مشهورترین آثار او را دربردارد: خشم و هیاهو (۱۹۲۹)، گوربه‌گور (۱۹۳۰)، روشنایی در ماه اوت (۱۹۳۲) و آبشالوم، آبشالوم! (۱۹۳۶). فاکنر در این دوره تعداد زیادی داستان کوتاه هم نوشت.
نخستین مجموعه داستان کوتاه او این ۱۳ تا شامل بسیاری از داستان‌های تحسین‌شده‌اش مانند یک گل سرخ برای امیلی، سرخ‌پوست می‌رود، خورشید آن عصر، و سپتامبر بی‌باران بود. بسیاری از رمان‌ها و داستان‌های کوتاه فاکنر در یوکناپاتافا روی می‌دهند که از نظر جغرافیایی تقریباً برابر بخش لافایت است که آکسفورد می‌سی‌سی‌پی، شهر محل تولد او، مرکز آن است. فاکنر یوکناپاتافا را همچون تمبر پستی مخصوص خود می‌دانست و بسیاری از منتقدان مجموعه آثاری که آن را به‌نمایش می‌گذارد عظیم‌ترین آفرینش خیالی در ادبیات می‌دانند. سه رمان، هملت، شهر، و عمارت که با هم به‌عنوان سه‌گانه اسنوپس خوانده می‌شوند جزئیات شهر جفرسن و محیط آن را شرح می‌دهند که خانواده‌ای به سرپرستی فلم اسنوپس خود را در زندگی و روح و روان مردم محل وارد می‌کنند.
شهرت فاکنر به سبک تجربی او و توجه دقیقش به شیوهٔ بیان و آهنگ نوشتار است. فاکنر برخلاف شیوهٔ مینیمالیستی ارنست همینگوی، نویسندهٔ معاصرش، در نوشته‌هایش مکرراً از جریان سیال ذهن بهره می‌گیرد و غالباً داستان‌هایی عمیقاً عاطفی، ظریف، پیچیده، و گاه گوتیک با شخصیت‌های گوناگون شامل برده‌های آزادشده، یا اعقاب برده‌ها، سفیدپوستان تهیدست، جنوبی‌های طبقه کارگر یا اعیان می‌نوشت.

## آثار

### رمان‌ها
- Soldiers' Pay: مواجب بخور و نمیر (۱۹۲۶)
- Mosquitoes: پشه‌ها (۱۹۲۷)
- Sartoris: سارتوریس (۱۹۲۹)
- The Sound and the Fury: خشم و هیاهو (۱۹۲۹) نکات: نام این کتاب برگرفته از نمایشنامه مکبث نوشته ویلیام شکسپیر است. این کتاب در فهرست کتابخانه مدرن در جایگاه (ششم) قرار دارد.
- As I Lay Dying: گوربه‌گور (۱۹۳۰) نکات: نام این کتاب برگرفته از کتاب اودیسه نوشته هومر است. این کتاب در فهرست کتابخانه مدرن در جایگاه (سی و پنجم) قرار دارد.
- Sanctuary: حریم (۱۹۳۱) نکات: نام این اثر را (پناهگاه) و (محراب) نیز ترجمه کرده‌اند.
- Light in August: روشنایی ماه اوت (۱۹۳۲) نکات: این کتاب در فهرست کتابخانه مدرن در جایگاه (پنجاه و چهارم) قرار دارد.
- Pylon: دکل (۱۹۳۵) نکات: نام این اثر را (برج مراقبت) نیز ترجمه کرده‌اند.
- !Absalom, Absalom: ابشالوم، ابشالوم! (۱۹۳۶)
- The Unvanquished: شکست‌ناپذیر (۱۹۳۸) نکات: نام این اثر را (تسخیر ناپذیر) نیز ترجمه کرده‌اند. این کتاب شامل هفت داستان کوتاه است.
- The Wild Palms: نخل‌های وحشی (۱۹۳۹) نکات: این کتاب شامل دو داستان به هم مرتبط با نام‌های (نخل‌های وحشی) و (پیر مرد) است.
- The Hamlet: دهکده (۱۹۴۰) نکات: نام این اثر را (آبادی) نیز ترجمه کرده‌اند. اولین کتاب از (سه‌گانه خانواده اسناپس).
- Go Down, Moses: برخیز ای موسی (۱۹۴۲) نکات: نام این اثر را (موسی فرود آی) نیز ترجمه کرده‌اند. این کتاب شامل هفت داستان کوتاه است.
- Intruder in the Dust: ناخوانده در غبار (۱۹۴۸)
- Requiem for a Nun: رکوئیم برای یک راهبه (۱۹۵۱) نکات: این اثر را می‌توان ادامه (حریم) دانست. این کتاب به صورت نمایشنامه نوشته شده‌است.
- A Fable: یک افسانه (۱۹۵۴) نکات: نام این اثر را (حکایت) نیز ترجمه کرده‌اند. برنده جایزه (پولیتزر برای داستان) و (کتاب ملی).
- The Town: شهر (۱۹۵۷) نکات: دومین کتاب از (سه‌گانه خانواده اسناپس).
- The Mansion: عمارت (۱۹۵۷) نکات: نام این اثر را (خانه اعیانی) نیز ترجمه کرده‌اند. سومین کتاب از (سه‌گانه خانواده اسناپس).
- The Reivers: حرامیان (۱۹۶۲) نکات: نام این اثر را (چپاولگران) و (غارتگران) نیز ترجمه کرده‌اند. برنده جایزه (پولیتزر برای داستان)، این جایزه بعد از مرگ او اعطا شد.

### آثار ترجمه شده به زبان فارسی
- گوربه‌گور. ترجمهٔ نجف دریابندری. نشر چشمه. ۳۰۴ صفحه
- روشنایی ماه اوت. ترجمه عبدالحسین شریفیان. نشر چشمه. ۵۱۰ صفحه
- روشنایی در اوت. ترجمه صالح حسینی. انتشارات نیلوفر. ۵۶۰ صفحه
- حومه. ترجمه عبدالله قره باغی. نشر چشمه. ۱۴۷ صفحه
- خشم و هیاهو. ترجمه بهمن شعله‌ور. انتشارات نگاه. ۴۱۴ صفحه
- خشم و هیاهو. ترجمهٔ صالح حسینی. انتشارات نیلوفر. ۴۳۲ صفحه
- ابشالوم، ابشالوم!. ترجمهٔ صالح حسینی. انتشارات نیلوفر. ۴۱۳ صفحه
- برخیز ای موسی. ترجمهٔ صالح حسینی . انتشارات نیلوفر. ۳۸۳ صفحه
- حریم. ترجمهٔ فرهاد غبرایی. انتشارات نیلوفر. ۳۱۷ صفحه
- رکوئیم برای یک راهبه. ترجمه شاپور بهیان. انتشارات نیلوفر. ۲۵۱ صفحه
- داستان‌های یوکناپاتافا. ترجمهٔ علی بهروزی. انتشارات نیلوفر. ۲۲۷ صفحه
- یک گل سرخ برای امیلی. ترجمهٔ نجف دریابندری. انتشارات نیلوفر. ۲۴۵ صفحه
- نخل‌های وحشی. ترجمهٔ تورج یاراحمدی. انتشارات نیلوفر. ۳۸۳ صفحه
- حرامیان. ترجمهٔ تورج یاراحمدی . انتشارات نیلوفر. ۳۵۸ صفحه
- پیرمرد. ترجمه تورج یاراحمدی. نشر کتاب سرای نیک. ۱۴۰ صفحه
- آبادی(سه‌گانه خانواده اسناپس ۱). ترجمه تورج یاراحمدی. نشر کتاب سرای نیک. ۲۲۴ صفحه
- تسخیر ناپذیر. ترجمهٔ پرویز داریوش. انتشارات امیرکبیر. ۲۱۴ صفحه
- ناخوانده در غبار. ترجمه شهریار بهترین. نشر روزنه کار. ۲۶۷ صفحه
- جنگل بزرگ. ترجمه احمد اخوت. انتشارات افق. ۱۶۸ صفحه
- گنج نامه(داستان‌های گنج نمکی). ترجمه احمد اخوت. انتشارات افق. ۱۴۴ صفحه
- اسب‌ها و آدم‌ها. ترجمه احمد اخوت. انتشارات افق. ۲۰۸ صفحه
- کاراگاه دهکده. ترجمه احمد اخوت . انتشارات افق. ۲۲۴ صفحه
- میس جینی(و زنان دیگر). ترجمه احمد اخوت. انتشارات افق. ۲۶۴ صفحه
- این یازده تا. ترجمه احمد احوت. نشر ماهی. ۲۶۳ صفحه
- اسبهای خالدار. ترجمهٔ احمد اخوت. نشر فردا. ۱۸۲ صفحه
- سپتامبر بی باران. ترجمه احمد اخوت. انتشارات سهروردی. ۲۴۹ صفحه
- خشم و هیاهو. ترجمه نرگس خامه ای. نشر یوبان. ۳۳۲ صفحه
- سرخپوست می‌رود. ترجمه فرزانه قیاسی نوعی. نشر یوبان. ۱۶۶ صفحه
- آن خورشید عصرگاهی. ترجمه تیمور قادری. نشر مهتاب. ۹۵ صفحه

### ویژه‌نامه ویلیام فاکنر
نشریه برگ هنر در شماره ۲۱ (خرداد ماه ۱۳۹۸) پرونده ویژه خود را به ویلیام فاکنر اختصاص داده‌است که در این پرونده، مطالب زیر را می‌توان خواند:
- ای آفتاب غروبگاه، داستان کوتاهی از ویلیام فاکنر که قبلاً به فارسی منتشر نشده‌است، با ترجمهٔ احمد گلشیری
- یک گفتگوی پیش‌تر ترجمه‌نشده از ویلیام فاکنر، گفتگو از جین استاین، ترجمه از احمد گلشیری
- دنیای ویرانه فاکنر، نوشتهٔ عبدالعلی دستغیب دربارهٔ مجموعه آثار فاکنر
- در سیلان زمان‌های محوشونده، نوشتهٔ منصوره تدینی دربارهٔ رمان گوربه‌گور
- خوابیده تا مرگ، اودیسه‌ای برای زبان، نوشتهٔ حیدر زاهدی، دربارهٔ رمان خوابیده تا مرگ (ترجمه‌شده به فارسی با عنوان گور‌به‌گور)
- از خشم و هیاهو تا بوف کور، نوشتهٔ جواد اسحاقیان، دربارهٔ رمان خشم و هیاهو و نسبت بوف کور صادق هدایت با آن